# 4896 Tomoegozen
4896 Tomoegozen eller 1986 YA är en asteroid i huvudbältet som upptäcktes den 20 december 1986 av de båda japanska astronomerna Takeshi Urata och Tsuneo Niijima i Ojima. Den är uppkallad efter samurajen Tomoe Gozen.
Asteroiden har en diameter på ungefär 28 kilometer.